# Santa Claus (Géorgie)
Pour les articles homonymes, voir Santa Claus.
Santa Claus est une ville américaine située dans le comté de Toombs, en Géorgie. Selon le recensement de 2020, sa population est de 204 habitants.